# فرانک آدیسون
فرانک آدیسون (انگلیسی: Frank Adisson؛ زادهٔ ۲۴ ژوئیهٔ ۱۹۶۹) قایقران کانو اهل فرانسه است.